# Alamadevi
Alamadevi – gaun wikas samiti w zachodniej części Nepalu w strefie Gandaki w dystrykcie Syangja. Według nepalskiego spisu powszechnego z 2001 roku liczył on 854 gospodarstw domowych i 4317 mieszkańców (2408 kobiet i 1909 mężczyzn).